# Tamada (società)

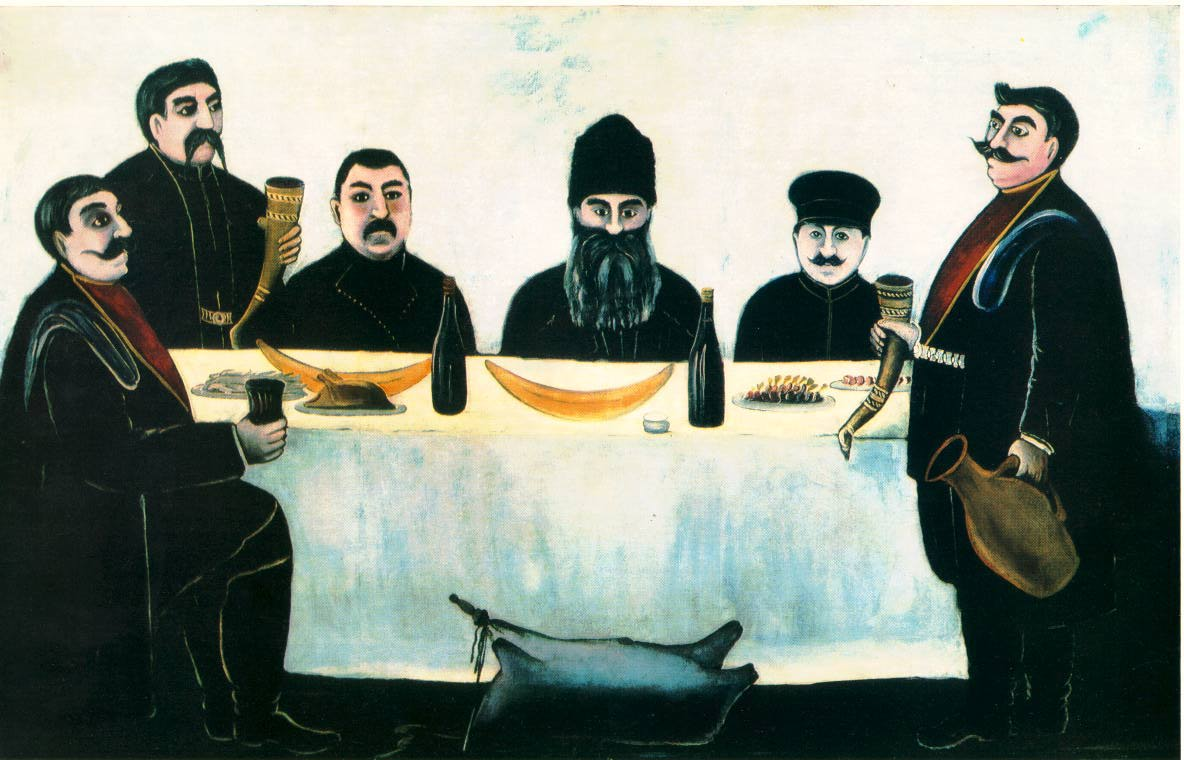
Gli amici di Begos, un dipinto di Niko Pirosmani degli anni dieci del Novecento. Si riconosce il tamada sulla destra

Il tamada è una figura sociale alla quale viene affidata l'amministrazione di una festa da parte degli altri commensali. Il termine deriva dalla parola georgiana tamadoba che letteralmente significa "anzianità durante una festa".
In Georgia questa figura è parte integrante della supra, il tradizionale banchetto della nazione. Per via della sua importanza, il ruolo del tamada viene affidato alla persona più rispettata e spiritosa della compagnia, in quanto ritenuta in grado di saper gestire l'intera festa con eloquenza, sarcasmo e spirito di improvvisazione. Generalmente viene scelta una persona di sesso maschile che conosce tutti i partecipanti. Per questo ruolo è richiesta una certa capacità di tenere pacifici i toni della festa e di arginare eventuali eccessi nel consumo di alcol o di cibo.
Il tamada si occupa di pronunciare i discorsi per il brindisi, che non sono necessariamente incentrati sul tema della cerimonia ma comunque sono dedicati ai partecipanti. Alla fine della festa, i commensali brindano al tamada ringraziandolo per il suo ruolo svolto, nonché agli altri presenti augurando loro salute.
In vista di un matrimonio, i genitori degli sposi scelgono il tamada al quale vengono affidate le redini della cerimonia nunziale. Egli infatti si occupa di dettare le pause tra un ballo e l'altro, di regolare gli intervalli tra le varie esibizioni e di concedere la parola a chiunque voglia fare un discorso.
Fino ai primi del Novecento erano presenti diverse scuole per tamada a Tbilisi, tuttavia è solo negli anni successivi che questa arte è stata oggetto di osservazione e studio.